# Corban Knight
Corban Knight, född 10 september 1990, är en kanadensisk professionell ishockeyspelare som tillhör NHL-organisationen Florida Panthers och spelar för deras primära samarbetspartner San Antonio Rampage i American Hockey League (AHL). Han har tidigare spelat på NHL-nivå för Calgary Flames och på lägre nivåër för Abbotsford Heat och Adirondack Phantoms i AHL och North Dakota Fighting Sioux/North Dakota Varsity Athletics (University of North Dakota) i National Collegiate Athletic Association (NCAA).
Knight draftades i femte rundan i 2009 års draft av Florida Panthers som 135:e spelare totalt.
Den 9 januari 2015 blev han bortbytt till Panthers mot forwarden Drew Shore.

## Statistik
| 2006–2007   | UFA Bisons Midget AAA (Strathmore) | AMHL        | 36  | 6  | 18 | 24  | 44  | 8  | 2  | 4 | 6  | 16 |
| 2007–2008   | UFA Bisons Midget AAA (Strathmore) | AMHL        | 36  | 29 | 36 | 65  | 64  | 6  | 5  | 4 | 9  | 10 |
|             | Okotoks Oilers                     | AJHL        | 4   | 1  | 0  | 1   | 0   | 7  | 0  | 0 | 0  | 0  |
| 2008–2009   | Okotoks Oilers                     | AJHL        | 61  | 34 | 38 | 72  | 55  | 9  | 10 | 2 | 12 | 12 |
| 2009–2010   | North Dakota Fighting Sioux        | NCAA        | 37  | 6  | 7  | 13  | 35  | —  | —  | — | —  | —  |
| 2010–2011   | North Dakota Fighting Sioux        | NCAA        | 44  | 14 | 30 | 44  | 34  | —  | —  | — | —  | —  |
| 2011–2012   | North Dakota Fighting Sioux        | NCAA        | 39  | 16 | 24 | 40  | 36  | —  | —  | — | —  | —  |
| 2012–2013   | North Dakota Varsity Athletics     | NCAA        | 41  | 16 | 33 | 49  | 40  | —  | —  | — | —  | —  |
| 2013–2014   | Calgary Flames                     | NHL         | 7   | 1  | 0  | 1   | 0   | —  | —  | — | —  | —  |
|             | Abbotsford Heat                    | AHL         | 70  | 18 | 27 | 45  | 50  | 2  | 0  | 1 | 1  | 2  |
| 2014–2015   | Calgary Flames                     | NHL         | 2   | 0  | 0  | 0   | 0   | —  | —  | — | —  | —  |
|             | Adirondack Flames                  | AHL         | 22  | 8  | 3  | 11  | 12  | —  | —  | — | —  | —  |
| NHL totalt  | NHL totalt                         | NHL totalt  | 9   | 1  | 0  | 1   | 0   | —  | —  | — | —  | —  |
| AHL totalt  | AHL totalt                         | AHL totalt  | 92  | 26 | 30 | 56  | 62  | 2  | 0  | 1 | 1  | 2  |
| NCAA totalt | NCAA totalt                        | NCAA totalt | 161 | 52 | 94 | 146 | 145 | —  | —  | — | —  | —  |
| AJHL totalt | AJHL totalt                        | AJHL totalt | 65  | 35 | 38 | 73  | 55  | 16 | 10 | 2 | 12 | 12 |
| AMHL totalt | AMHL totalt                        | AMHL totalt | 72  | 35 | 54 | 89  | 108 | 14 | 7  | 8 | 15 | 26 |